# Medical adhesive-related skin Injuries
Bei Medical adhesive-related skin injuries (MARSI) handelt es sich um Schädigungen oder Irritationen der Haut, die durch Verbandmittel hervorgerufen werden. MARSI sind oft auf die Klebstoffe von Wundauflagen oder Fixierpflastern zurückzuführen, können aber auch durch Zugwirkung, Mazeration oder entzündliche Prozesse ausgelöst werden.
Orientiert an Entstehungsursache und Erscheinungsbild werden verschiedene Arten von MARSI unterschieden.
- Hautabschürfung – die häufigste Form der MARSI entsteht durch Beschädigung des Stratum Corneum
- Spannungsblase – eine Folge der Überdehnung der Haut
- Hauteinriss – durch Ablösung der Epidermis vorm darunter liegenden Gewebe
- Allergische Reaktion – ein Allergisches Kontaktekzem als Reaktion auf Bestandteile der Wundauflage
- Hautirritation – ein Toxisches Kontaktekzem durch Einwirkung körperfremder Stoffe
- Mazeration – durch Feuchtigkeit
- Folikulitis – eine Haarbalgentzündung durch Abreißen der Körperbehaarung

MARSI gehen mit einer Schädigung der Hautbarriere einher und beeinträchtigen daher deren Schutzfunktion. Sie sind von Dekubitalulzera und Hautirritationen anderen Ursprungs zu unterscheiden. So kann die Haut auf die Entfernung eines Verbands reagieren, ohne dass ein MARSI vorliegt. Zur Unterscheidung gilt in solchen Fällen, dass es sich bei einer Hautirritation, die 30 Minuten nach Entfernen des Verbandmittels noch besteht, wahrscheinlich um eine MARSI handelt.
Grundsätzlich unterliegt jeder Mensch, der mit einem klebenden Verbandmittel versorgt wird, dem Risiko eine MARSI zu entwickeln. Das Risiko steigt mit der Anzahl der Verbandwechsel an und ist daher für Patienten mit schwer heilenden oder chronischen Wunden erhöht. Darüber hinaus können bestimmte Risikofaktoren die Entstehung von MARSI begünstigen.
- Grunderkrankungen, wie Diabetes mellitus, CVI
- Ernährungszustand: Malnutrition und Dehydrierung
- Hautzustand: Ekzeme, Feuchtigkeitseinwirkung, Sonnenbrand
- Strahlentherapie
- wiederholte Verbandwechsel
- bestimmte Therapieformen, wie Stomatherapie

Das Lebensalter ist ein Risikofaktor, dem sowohl sehr alte Menschen, deren Haut bereits trocken und brüchig („Altershaut“) ist, als auch Säuglinge unterliegen, deren Haut noch nicht voll ausgeprägt ist.
Durch bestimmte Strategien ist es möglich der Entstehung von MARSI im Pflegealltag vorzubeugen. Hierzu gehört der Verzicht auf Verbandmittel mit Klebstoffen, sachgemäße feuchtigkeitsspendende Hautpflege, Vermeidung von längerem Kontakt mit Ausscheidungen, sowie Vorbeugen von Hautschädigungen durch UV, Strahlentherapie oder Sonnenbrand.